# Chicago Loop (groupe)
Pour le quartier de Chicago, voir Loop (Chicago).
Chicago Loop était un groupe américain de rock originaire de Chicago, dans l'État de l'Illinois. 

## Carrière
Le groupe était composé de Bob Slawson et Judy Novy (chanteurs), John Savanna (guitariste de tournée), Barry Goldberg (piano), Carmine Riale (bass) et John Siomos à la batterie. Leur premier single, When She Needs Good Lovin' She Comes to Me, sortit en 1966 sur le label DynoVoice Records. Leur son est porté à l'époque par certains artistes qui plus tard seront de grands noms : Eric Clapton, Stefan Grossman, Michael Bloomfield aux guitares, Barry Goldberg aux claviers. Certains pressages de leur single eurent pour titre When She Wants Good Lovin' My Baby Comes to Me : la chanson atteignit #37 au Billboard Hot 100 lors de la seconde partie de l'année 1966,; Bob Crewe était producteur. Riale, Slawson, et Siomos, continuant leur carrière de musicien, ont assuré la section rythmique des tournées de Mitch Ryder and the Detroit Wheels.